# Tembenči
Il Tembenči (anche traslitterato come Tembenchi) è un fiume della Russia siberiana centrale (Kraj di Krasnojarsk), affluente di destra del Kočečum nel bacino della Tunguska Inferiore.
Nasce dal versante meridionale dell'altopiano Putorana, percorrendo successivamente una stretta valle nella zona dell'altopiano Syverma, con direzione sudorientale; sfocia nel Kočečum in prossimità della brusca svolta che compie poco prima della confluenza nella Tunguska Inferiore.
Non incontra centri urbani di dimensioni rilevanti in tutto il suo corso; è gelato, mediamente, da ottobre a maggio.